# بتسدا، گوینز
بتسدا (به انگلیسی: Bethesda) یک شهرک در ولز است که در گوینز واقع شده‌است. بتسدا ۴٬۷۳۵ نفر جمعیت دارد.